# Фридрих VII Магнус фон Баден-Дурлах
Фридрих VII Магнус фон Баден-Дурлах (на немски: Friedrich VII Magnus von Baden-Durlach; * 23 септември 1647, Укермюнде; † 25 юни 1709, замък Карлсбург, Дурлах) е от 1677 до 1709 маркграф на Баден-Дурлах.

## Произход
Той е най-възрастният син на маркграф Фридрих VI фон Баден-Дурлах (1617 – 1677) и съпругата му Кристина Магдалена фон Пфалц-Цвайбрюкен-Клеебург (1616 – 1662). През 1677 г. той последва баща си.

## Фамилия
Маркграф Фридрих VII Магнус се жени на 15 май 1670 г. в Хузум за Августа Мария фон Шлезвиг-Холщайн-Готорп (* 6 февруари 1649, † 25 април 1728), дъщеря на херцог Фридрих III фон Шлезвинг-Холщайн-Готорп и на херцогиня Мария Елизабет Саксонска (1610 – 1684). Те имат децата:
- Фридрих Магнус (* 13 януари 1672, † 24 февруари 1672)
- Фридерика Августа (* 21 юни 1673, † 27 юли 1674)
- Христина София (* 17 декември 1674, † 22 януари 1676)
- Клавдия Магдалена Елизабет (* 15 ноември 1675, † 18 април 1676)
- Катарина (* 10 октомври 1677, † 11 август 1746), омъжва се на 19 юни 1701 за граф Йохан Фридрих фон Лайнинген-Дагсбург-Харденбург (* 18 март 1661, † 9 февруари 1722).
- Карл III Вилхелм (* 17 януари 1679, † 12 май 1738), маркграф на Баден-Дурлах 1709 – 1738
- Йохана Елизабет (* 3 октомври 1680, † 2 юли 1757), омъжва се на 16 май 1697 за Еберхард Лудвиг фон Вюртемберг (* 19 септември 1676, † 31 октомври 1733)
- Албертина Фридерика (* 3 юли 1682, † 22 декември 1755), омъжва се на 3 септември 1704 за Кристиан Август фон Шлезвиг-Холщайн-Готорп (* 11 януари 1673, † 24 април 1726), от 1705 княжески епископ на Любек
- Кристоф (* 9 октомври 1684, † 2 май 1723)
- Шарлота София (* 1 март 1686, † 5 октомври 1689)
- Мария Анна (* 9 юли 1688, † 8 март 1689)